# Winter Thrice
Winter Thrice är det norska black metal-bandet Borknagars tionde studioalbum. Albumet utgavs 2016 av skivbolaget Century Media Records. Albumet har utgivits i olika versioner, bland annat en digipack, en dubbel-LP och en CD (utgiven av Mazzar Records) som alla innehåller ett bonusspår.

## Låtlista
1. "The Rhymes of the Mountain" – 6:41
2. "Winter Thrice" – 6:13
3. "Cold Runs the River" – 5:52
4. "Panorama" – 5:51
5. "When Chaos Calls" – 7:02
6. "Erodent" – 6:56
7. "Noctilucent" – 3:54
8. "Terminus" – 7:07

Bonusspår
1. "Dominant Winds" – 7:18

- All musik skriven av Øystein G. Brun utan spår 4 som är skriven av Lars A. Nedland.
- Text: Øystein G. Brun (spår 1,2,6), Vintersorg (spår 3,5,7,8,9), Lars A. Nedland (spår 4)

## Medverkande
Musiker (Borknagar-medlemmar)
- Vintersorg (Andreas Hedlund) – sång, bakgrundssång
- ICS Vortex (Simen Hestnæs) – sång, basgitarr
- Øystein Garnes Brun – gitarr
- Jens F. Ryland – sologitarr
- Baard Kolstad – trummor
- Lars Are Nedland – keyboard, sång, bakgrundssång

Bidragande musiker
- Fiery G. (Kristoffer Rygg) – sång (spår 2,8)
- Athera (Pål Mathiesen) – sång (spår 6)
- Simen Daniel Børven – basgitarr

Produktion
- Borknagar  – producent, ljudtekniker
- Simen Daniel Børven – ljudtekniker
- Jens Bogren – mastring, ljudmix
- Marcelo Vasco – omslagsdesign, omslagskonst
- Thor Erik Dullum – foto

### Fotnoter
1. ↑  Winter Thrice på discogs.com